# ارنست گرلاخ

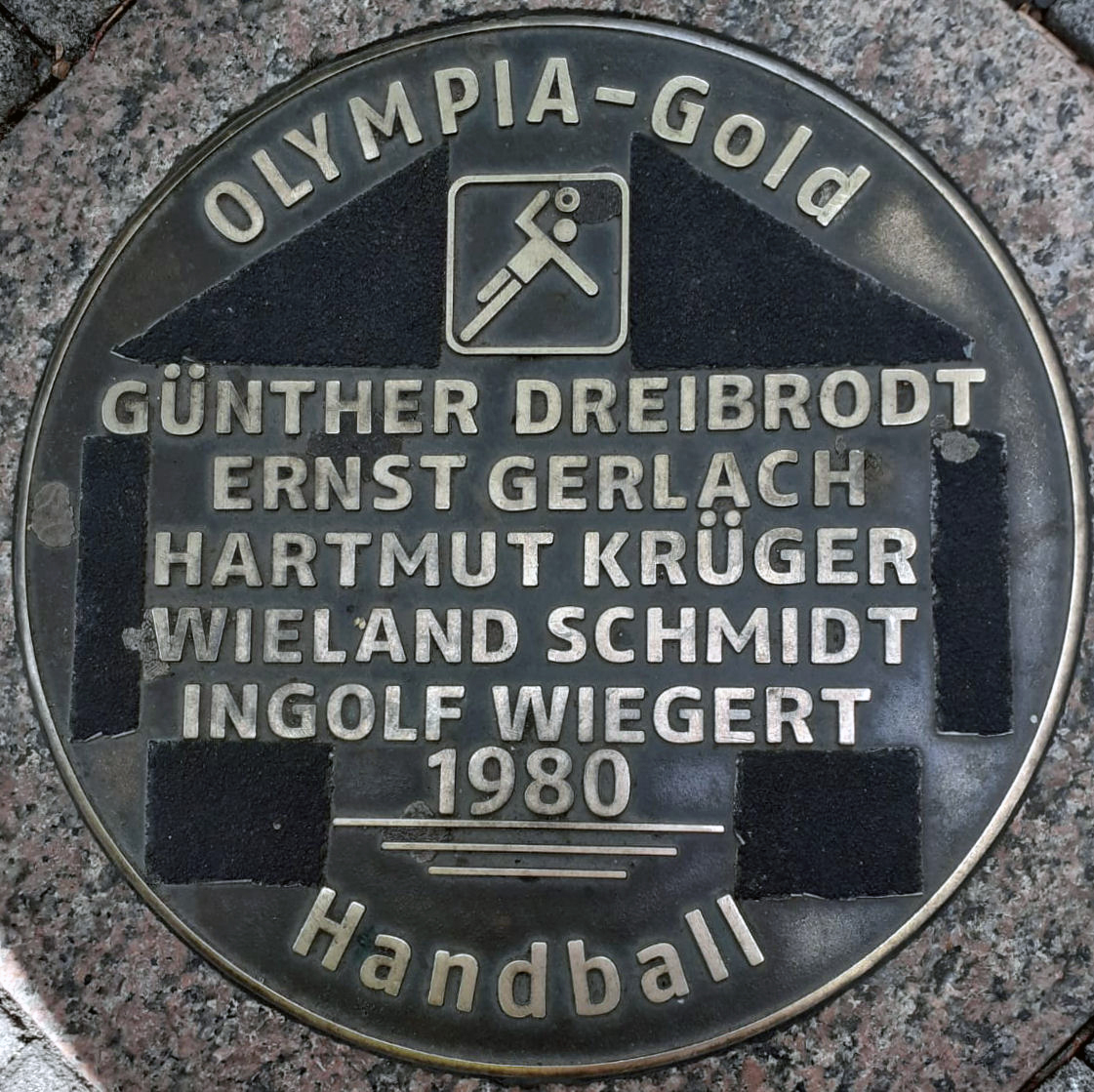
لوح یادبود ارنست گرلاخ در شهر «ماگدبورگ» آلمان - ۲۰۲۰

ارنست گرلاخ (انگلیسی: Ernst Gerlach؛ زادهٔ ۱۹ مارس ۱۹۴۷) بازیکن هندبال اهل آلمان بود.